# La Mezquitera (Jalisco)
La Mezquitera es una localidad del estado mexicano de Jalisco. Es parte del municipio de Zapotlanejo.

## Demografía
| Gráfica de evolución demográfica |
|                                  |

| Censo | Población |
| ----- | --------- |
| 1960  | 162       |
| 1970  | 279       |
| 1980  | 41        |
| 1990  | 761       |
| 2000  | 752       |
| 2010  | 1 056     |
| 2020  | 1 369     |